# فيردي أوبنهيم
فيردي أوبنهيم (Ferdi Oppenheim)، من مواليد الإمبراطورية النمساوية المجرية وتحديدا النمسا. هو لاعب كرة قدم نمساوي سابق ومدرب كرة قدم نمساوي سابق. درب نادي إيه سي ميلان، من عام 1922 حتى عام 1924.